# Pineuilh
 Pineuilh  es una población y comuna francesa, situada en la región de Aquitania, departamento de Gironda, en el distrito de Libourne y cantón de Sainte-Foy-la-Grande.

## Demografía
| 2514 | 3057 | 3493 | 3542 | 3512 | 3645 |
| Para los censos de 1962 a 1999 la población legal corresponde a la población sin duplicidades (Fuente: INSEE [Consultar]) |      |      |      |      |      |